# 我們是由奇蹟構成的
我們是由奇蹟構成的是關西電視台在關西電視台週二晚間九點連續劇所制作的電視劇。主演是高橋一生。

## 人物

### 都市文化大學
相河一輝 高橋一生飾（童年：岩田琉聖）
樫野木聰 要潤飾
沼袋順平 兒嶋一哉飾
青山琴音 矢作穗香飾
尾崎櫻 北香那飾

### 水本牙科診所
水本育實 榮倉奈奈飾

## 工作人員
- 劇本：橋部敦子
- 導演：河野圭太、千葉和成（MMJ）、坂本榮隆
- 音樂：兼松众、田渕夏海、中村巴奈重、櫻井美希
- 主題曲：SUPER BEAVER 預感
- 製作人：宮川晶（K Factory）、河野圭太（共同電視台）、千葉行利（K Factory）
- 制作：關西電視台、K Factory

## 外部連結
官方网站（日語）
| 日本關西電視台週二晚間九點連續劇 | 日本關西電視台週二晚間九點連續劇 | 日本關西電視台週二晚間九點連續劇 |
| -------------------------------- | -------------------------------- | -------------------------------- |
|                                  | 我們是由奇蹟構成的               |                                  |
| 健康有文化的最低限度生活         | 後妻業                           |                                  |